# Schyttgletsjer
De Schyttgletsjer is een grote gletsjer in Koningin Maudland in Antarctica. De circa 100 kilometer lange gletsjer loopt in noordelijke richting tussen de Giaeverryggen en de Ahlmannryggen en eindigt op het Jelbart-ijsplateau. 
De gletsjer werd voor het eerst in kaart gebracht door Noorse cartografen aan de hand van opmetingen en luchtfoto's door de Noors-Brits-Zweedse Antarctische expeditie (1949-1952). Hij werd vernoemd naar de Zweedse glacioloog Stig Valter Schytt (1919-1985), plaatsvervangend expeditieleider van deze expeditie.